# 藤露兜属
藤露兜属（学名：Freycinetia）是露兜树科下的一个属，为攀援状灌木植物。该属共有约100种，分布于东半球热带地区。